# Флерко Микола Олексійович
Мико́ла Олексі́йович Флерко́ (22 серпня 1978, село Деркачі, Старокостянтинівський район, Хмельницька область — 28 лютого 2015, Піски, Ясинуватський район, Донецька область) — солдат Добровольчого українського корпусу, учасник російсько-української війни. 

## Життєпис
Мешканець м. Кам'янець-Подільський Хмельницької області.
Під час війни — боєць 2-ї штурмової роти 5-го окремого батальйону Добровольчого Українського Корпусу «Правий сектор». За відгуками побратимів, мав «золоті руки», в зоні бойових дій доводив до ладу військову техніку, ремонтував машини.
28 лютого 2015 року, супроводжував двох журналістів у с. Піски Ясинуватського району. Внаслідок мінометного обстрілу знімальної групи російськими терористами від осколкових поранень загинув Микола-«Танчик» та фотокореспондент газети «Сегодня» Сергій Ніколаєв — помер від поранень на операційному столі. 
Залишилися мама, цивільна дружина та донька. 
Похований 4-го березня 2015 року у с. Деркачі Хмельницької області.

## Нагороди
- Нагрудний знак «За оборону Донецького аеропорту» (28 липня 2015, посмертно)[1];
- Нагрудний знак «Гідність та Честь» (посмертно)[1];
- В 2021 році був нагороджений орденом «За мужність» III ступеня (посмертно)[3].

## Вшанування
- Почесний громадянин Старокостянтинівського району (13 серпня 2015, посмертно)[2]
- Почесний громадянин Кам'янця-Подільського[2]